# Iván Esratsimir
Iván Esratsimir o Iván Esracimir (en búlgaro: Иван Срацимир, búlgaro medio, Їѡаннъ Сраѯимиръ) fue zar (emperador o rey) de Bulgaria en Vidin entre 1356 y 1396. Nació en 1324 o 1325, y murió en o después de 1397. A pesar de ser el hijo mayor de Iván Alejandro, fue desheredado en favor de su medio hermano Iván Shishman y se proclamó zar en Vidin. Cuando los húngaros atacaron y ocuparon sus dominios, recibió ayuda de su padre y los invasores fueron expulsados.
Después de la muerte de su padre en 1371 rompió los últimos lazos con Tarnovo e incluso colocó el arzobispado de Vidin bajo la jurisdicción del Patriarcado de Constantinopla para demostrar su independencia. Debido a su posición geográfica, Vidin estaba inicialmente a salvo de los ataques de los turcos otomanos que estaban devastando los Balcanes hacia el sur e Iván Esratsimir no hizo intento alguno por ayudar a su medio hermano en su lucha contra los otomanos. Únicamente después de la caída de Tarnovo en 1393 su política se hizo más activa y finalmente se unió a la cruzada del rey Segismundo de Hungría. Sin embargo, después de la desastrosa batalla de Nicópolis en 1396, los otomanos marcharon a Vidin y se apoderaron de ella. Esratsimir fue capturado y encarcelado en Bursa donde probablemente fue estrangulado. Aunque su hijo Constantino II reclamó el título de zar de Bulgaria y llegó a controlar por un tiempo parte de los dominios de su padre, los historiadores consideran generalmente a Iván Esratsimir el último gobernante medieval de Bulgaria.

## Primeros años

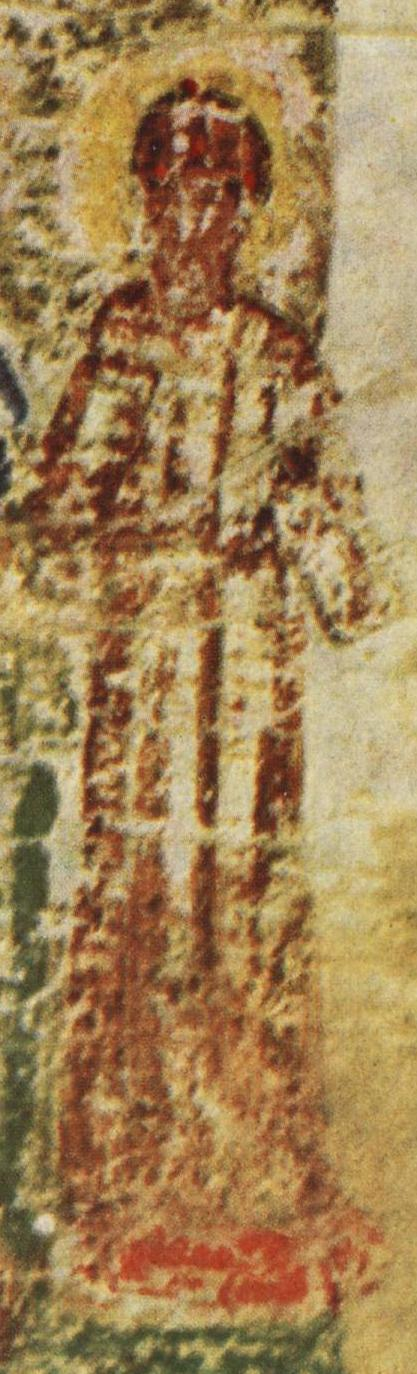
Imagen de Iván Esratsimir de una traducción contemporánea en búlgaro de la Crónica de Manasés.

Nacido en Lovech en 1324 o 1325, era el segundo hijo de Teodora de Valaquia e Iván Alejandro (zar de Bulgaria entre 1331 y 1371), quien era déspota de Lovech en ese momento. Iván Esratsimir fue proclamado coemperador por su padre en 1337 junto con sus hermanos Miguel Asen e Iván Asen. Este suceso resultó desastroso para Bulgaria debido a que los límites de autoridad de cada hijo no estaban bien definidos, lo que llevó a una gran rivalidad entre los hermanos. Después de su proclamación, Iván Esratsimir recibió el gobierno de Vidin como un infantazgo, ya que su padre quería que diferentes regiones de Bulgaria estuviesen bajo el control directo de sus hijos.
En la década de 1340, Esratsimir aumentó su importancia debido a que estaba casado y ya tenía hijos, mientras que su hermano mayor, Miguel Asen, y su esposa habían estado tratando infructuosamente de tener los suyos por más de diez años. En 1352, Iván Alejandro introdujo el título de «emperador joven» para asegurar una transición sin problemas en el trono; Esratsimir lo ostentó. A finales de 1347 o principios de 1348, sin embargo, su padre se divorció de su primera esposa y la envió a un monasterio para luego casarse con la judía conversa Sara Teodora. Este acontecimiento estropeó la relación entre Iván con su padre, que empeoró con el nacimiento de Iván Shishman en 1350/1351. La disputa alcanzó su clímax en 1355/1356, cuando el heredero natural, Miguel IV, murió combatiendo a los otomanos. Según el sistema de mayorazgo, Esratsimir debía ser el siguiente en la línea de sucesión, pero como Iván Shishman había «nacido en la púrpura», es decir, que vino al mundo cuando su padre ya estaba en el trono, Iván Alejandro y Sara Teodora lo declararon sucesor al trono. Un reflejo de la disputa entre padre e hijo son las imágenes de los Evangelios de Iván Alejandro, en las que se representa a toda la familia imperial, incluyendo al yerno del zar, pero no a Esratsimir. Se han propuesto dos hipótesis para explicar la situación: Iván fue desheredado y se proclamó zar en Vidin o el título de emperador joven le fue negado y recibió el gobierno de Vidin como compensación.

## Zar en Vidin

### Primeros años e invasión húngara
Esratsimir se proclamó zar en Vidin en 1356 y comenzó a utilizar el título de «emperador y autocráta de los búlgaros y los griegos» como su padre. Para asegurarse la alianza de Valaquia, se casó con su prima hermana Ana, la hija del vaivoda Nicolás Alejandro, en 1356 o 1357, un matrimonio que fue probablemente arreglado con la ayuda de la madre de Esratsimir, Teodora, como reacción a las acciones de Iván Alejandro. Gobernó con el consentimiento tácito de su padre hasta 1365, cuando el rey de Hungría Luis I, que se arrogaba el título de «rey de Bulgaria» entre otros, exigió que Esratsimir reconociese su soberanía y se convirtiera en su vasallo. Cuando el monarca búlgaro se rehusó, Luis marchó de Hungría el 1 de mayo de 1365 y capturó Vidin el día 2 de junio, después de un breve asedio. El resto del Zarato de Vidin fue conquistado en los tres meses siguientes. Iván Esratsimir y su familia fueron capturados y llevados al castillo de Humnik, en Croacia, y la región de Vidin quedó bajo dominio húngaro, regida por un gobernador (ban) nombrado por el rey. Esratsimir pasó cuatro años como rehén de los húngaros y se le obligó a convertirse al catolicismo junto con su familia. Los húngaros también enviaron frailes franciscanos para convertir a la población de Vidin al catolicismo. Aunque los relatos húngaros mencionan que los franciscanos convirtieron a doscientas mil personas (un tercio de la población), sus acciones causaron gran descontento entre los búlgaros y la misión acabó fracasando completamente. Este intento húngaro fue la primera conversión forzada en el país desde la cristianización de Bulgaria acontecida cinco siglos antes. En un libro de la época, un monje escribió:

Este libro fue escrito por el pecador y poco inteligente Dragan junto con su hermano Rayko cuando los húngaros gobernaban Vidin y reinaba un gran sufrimiento entre el pueblo en ese momento.

Inicialmente, Iván Alejandro, que era el nominal monarca legítimo de Vidin, no hizo nada por recuperarla, aunque se negó a conceder un salvoconducto para que el emperador Juan V Paleólogo, que estaba regresando a Constantinopla desde Europa Occidental, pudiese cruzar sus tierras, justificándose arguyendo el deterioro de las relaciones búlgaro-húngaras. A partir de 1369, sin embargo, organizó una coalición ortodoxa antihúngara para liberar Vidin, en la que participaron el vaivoda Vladislav I Vlaicu y el déspota Dobrotitsa. La campaña aliada fue un éxito: ayudada por una revuelta popular contra el clero católico y las autoridades húngaras, forzó a Luis a desistir de sus pretensiones y a restaurar a Esratsimir en Vidin en el otoño de 1369. Según el historiador John Fine, Iván recibió de Luis el permiso de regresar a Vidin debido a su predicamento entre el pueblo y también para utilizar el apoyo húngaro para reafirmar su independencia de la corte de Tarnovo, encabezada primero por su padre y después por su hermano.

### Reinado después de 1371

El Segundo Imperio búlgaro después de la muerte de Iván Alejandro. Iván Esratsimir controlaba Vidin al noroeste, su hermano Iván Shishman, la región central, y el déspota Dobrotitsa, la costa al este.
Zarato de Tarnovo
Despotado de la Dobruya
Zarato de Vidin

Después de la muerte del zar Iván Alejandro el 17 de febrero de 1371, Iván Esratsimir rompió las últimas relaciones que tenía con Tarnovo y pasó a gobernar Vidin sin tener el reconocimiento nominal de las autoridades de Tarnovo. Según los relatos del patriarca de Constantinopla, era descrito de la siguiente forma: 

Como debería el patriarca y arzobispo escribir al monarca de Vidin y emperador Kamtsimir (Esratsimir): el Fidelísimo y Todopoderoso monarca de Vidin y toda Bulgaria…

La autoridad de Iván era tratada igual que la que tenía su medio hermano y los detalles sugieren incluso que se presentaba a sí mismo como el zar mayor. Los cronistas de la época tales como Johann Schiltberger hablan de tres regiones que fueron llamadas todas Bulgaria: 

La primera Bulgaria está frente a las Puertas de Hierro y su ciudad más importante se llama Vidin; la segunda Bulgaria está frente a Valaquia y su capital es Tarnovo; la tercera coincide con la desembocadura del Danubio y su capital es Kaliakra.

Debido a la poca información existente, algunos historiadores búlgaros, como Konstantin Jireček, defienden la hipótesis de que Esratsimir y Shishman estaban en guerra por el control de Sofía, pero la idea es rechazada actualmente por la mayoría de los historiadores. En realidad, a pesar de la rivalidad, los hermanos se aseguraron de mantener buenas relaciones hasta 1381 y Esratsimir llegó a ser considerado como un potencial sucesor de Iván Shishman. Sin embargo, John Fine sugiere que inmediatamente después de la muerte de su padre, habría tratado de tomar toda Bulgaria para sí, capturando y defendiendo Sofía por un año o dos, lo que llevó a una hostilidad permanente entre los dos hermanos y eliminó cualquier posibilidad de resistencia búlgara conjunta contra la agresión otomana.

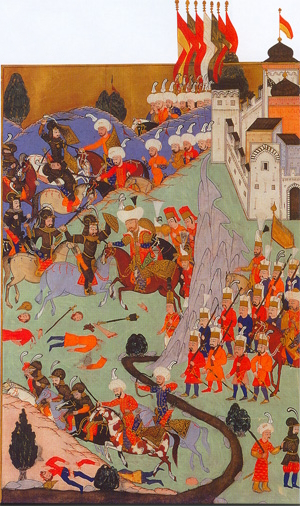
La batalla de Nicópolis, en un manuscrito turco de 1588.

Las relaciones entre los dos reinos búlgaros empeoraron en 1381, cuando Esratsimir rompió con la Iglesia de Bulgaria y colocó el arzobispado de Vidin bajo la jurisdicción del Patriarcado de Constantinopla. Esta decisión fue una demostración de la independencia de Vidin en relación con Tarnovo, pero no logró provocar una guerra. La enemistad entre los hermanos continuó hasta la víspera de la invasión otomana. La mayoría de los historiadores coinciden en que, a finales de 1370 y principios de 1380, Vidin todavía estaba fuera de la ruta de las campañas otomanas y no corría peligro. Durante y después de la gran invasión otomana del noreste de Bulgaria de 1388, las fuentes sugieren que la relación entre los hermanos todavía era difícil. Como resultado del éxito otomano en 1388 y de los cambios en el equilibrio de poder en la región, el zar tuvo que convertirse en vasallo de los otomanos, aceptando una guarnición turca en Vidin. Iván permaneció impasible mientras los otomanos destruían lo que restaba del dominio de Shishman. Tarnovo cayó en 1393 y Shishman murió en 1395. En 1396, Sracimir se unió a una cruzada cristiana organizada por el rey Segismundo de Hungría. Cuando el ejército aliado alcanzó Vidin, el monarca búlgaro abrió sus puertas y entregó a la guarnición turca. Los turcos de la guarnición de Oryahovo trataron de resistir, pero los búlgaros lograron capturar la fortaleza. Sin embargo, el ejército cristiano sufrió una dura derrota el 25 de septiembre en la batalla de Nicópolis y el victorioso sultán otomano Bayezid I marchó inmediatamente a Vidin y tomó la ciudad a finales de 1396 o principios de 1397. Esratsimir fue capturado y encarcelado en la capital otomana, Bursa, donde fue probablemente estrangulado en 1397 o 1398.

## Administración

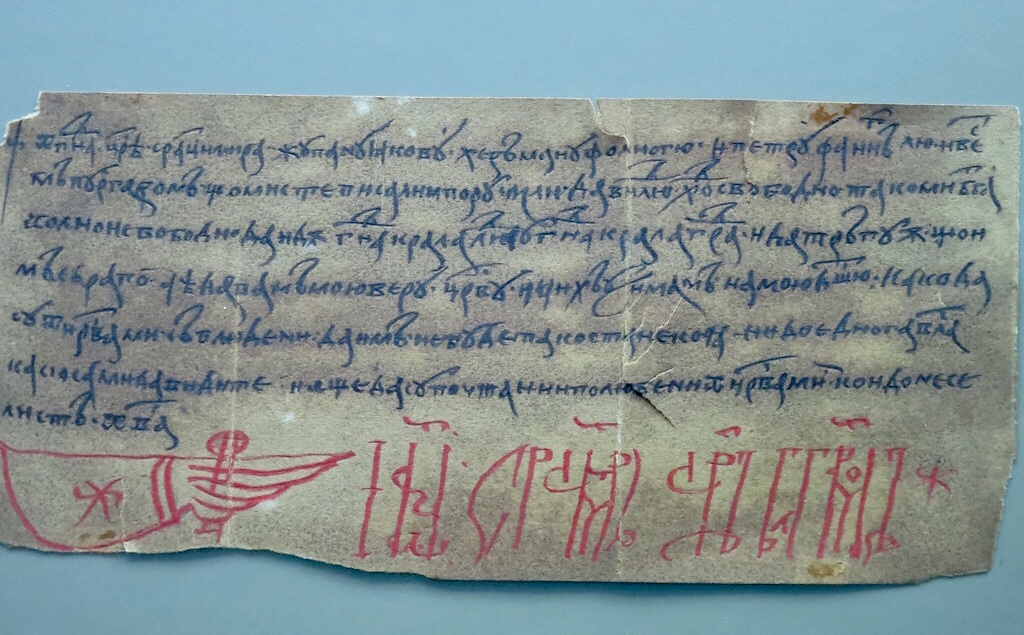
La carta de Brașov del zar Iván Estratsimir.

Durante el reinado de Iván Esratsimir, Vidin emergió, junto con Tarnovo, como un importante centro literario, bajo la influencia de la escuela literaria de Tarnovo. Algunas de las obras que sobreviven de este periodo incluyen los «Evangelios del Metropolitano Daniel» y la «Colección de Vidin», de 1360, encomendada por la zarina Ana y que contenía hagiografías de trece santos ortodoxos y una descripción de los lugares santos de Jerusalén. Joasaf, que había sido elegido arzobispo de Vidin escribió entre 1393 el «Panegírico en honor de Santa Filotea», que contenía todas las características de la escuela de Tarnovo. Joasaf también demostró en su obra un gran respeto por el patriarca Eutimio de Tarnovo, la más importante figura de la vida cultural y literaria de Bulgaria en la mitad del siglo xiv.
A finales de la década de 1360, la región de Vidin resistió la conversión forzada al catolicismo impuesta por las autoridades húngaras y permaneció ortodoxa. La subyugación de Vidin al Patriarcado de Constantinopla en 1381 condujo a un conflicto con el Patriarcado de Tarnovo, pero después de la caída de la capital y la disolución del Patriarcado de Bulgaria, Esratsimir intentó negociar con los otomanos para colocar algunas de la antiguas eparquías de Tarnovo bajo su jurisdicción. En 1395, envió una delegación a Tarnovo, encabezada por su heredero Constantino y Joasaf de Vidin, para trasladar las reliquias de santa Filotea a Vidin. Según Joasaf, la misión fue un éxito y las reliquias permanecieron en Vidin por los siguientes dos siglos. Sin embargo, no menciona los resultados diplomáticos.
Iván Esratsimir comenzó a acuñar sus propias monedas para demostrar su legitimidad en el comienzo de la década de 1360. La abundancia de tesoros en monedas encontradas por todo el territorio del Zarato de Vidin es una indicación de la riqueza y el comercio bien desarrollado que existía en la región en la segunda mitad del siglo xiv. La carta de Brașov, el único documento sobreviviente atribuido a Esratsimir, concede a los mercaderes de la ciudad transilvana de Brașov libre acceso y los derechos a comerciar en sus dominios.

## Matrimonio y descendencia
| \| \| \| \| \| \| \| \| \| \| \| \| \| \| \| \| \| \| \| \| \| \| \| \| \| \| \| \| \| \| \| \| \| \| \| \| \| \| \| \| \| Shishman Casado con Desconocida \| \| \| \| \| \| \| \| \| \| \| \| \| \| \| \| \| \| \| \| \| \| \| \| \| \| \| \| \| \| \| \| \| \| \| \| \| \| \| \| \| \| \| \| \| \| \| \| \| \| \| \| \| \| \| \| \| \| \| \| \| \| \| \| \| \| \| \| \| \| \| \| \| \| \| \| \| \| \| \| \| \| \| \| \| \| \| \| \| \| \| \| \| \| \| \| \| \| \| \| \| \| \| \| \| \| \| \| \| \| \| \| \| \| \| \| \| \| \| \| \| \| \| \| \| \| \| \| \| \| \| \| \| \| \| \| \| \| \| \| \| \| \| \| \| \| \| \| \| \| \| \| \| \| \| \| \| \| \| \| \| \| \| \| \| \| \| \| \| \| \| \| \| \| \| \| \| \| \| \| \| \| \| \| \| \| \| \| \| \| \| \| \| \| \| \| \| \| \| \| \| \| \| \| \| \| \| \| \| \| \| \| \| \| \| \| \| \| \| \| \| \| \| \| \| \| \| \| \| \| \| \| \| \| \| \| \| \| \| \| \| \| \| \| \| \| \| \| \| \| \| \| \| \| \| \| \| \| \| \| \| \| \| \| \| \| \| \| \| \| \| \| \| \| \| \| \| \| \| \| \| \| \| \| \| \| \| \| \| \| \| \| \| \| \| \| \| \| \| \| \| \| \| \| \| \| \| \| \| \| \| \| \| \| \| \| \| \| \| \| \| \| \| \| \| \| \| \| \| \| \| \| \| \| \| \| \| \| \| \| \| \| \| \| \| \| \| \| \| \| \| Miguel Shishman Casado con 1. Ana Neda 2. Teodora Paleóloga \| Miguel Shishman Casado con 1. Ana Neda 2. Teodora Paleóloga \| Miguel Shishman Casado con 1. Ana Neda 2. Teodora Paleóloga \| Miguel Shishman Casado con 1. Ana Neda 2. Teodora Paleóloga \| Miguel Shishman Casado con 1. Ana Neda 2. Teodora Paleóloga \| Miguel Shishman Casado con 1. Ana Neda 2. Teodora Paleóloga \| \| \| \| \| \| \| \| \| \| \| \| \| \| \| \| \| \| \| Belaur \| Belaur \| Belaur \| Belaur \| Belaur \| Belaur \| \| \| Keratsa Petritsa, casada con el déspota Esratsimir de Kran \| Keratsa Petritsa, casada con el déspota Esratsimir de Kran \| Keratsa Petritsa, casada con el déspota Esratsimir de Kran \| Keratsa Petritsa, casada con el déspota Esratsimir de Kran \| Keratsa Petritsa, casada con el déspota Esratsimir de Kran \| Keratsa Petritsa, casada con el déspota Esratsimir de Kran \| \| \| \| \| \| \| \| \| \| \| \| \| \| \| \| \| \| \| \| \| \| \| \| \| \| \| \| \| \| \| \| \| \| \| \| \| \| \| \| \| \| \| \| \| \| \| \| \| \| \| \| \| \| \| \| \| \| \| \| \| \| \| \| \| \| \| \| \| \| \| \| \| \| \| \| \| \| \| \| \| \| \| \| \| \| \| \| Miguel Shishman Casado con 1. Ana Neda 2. Teodora Paleóloga \| Miguel Shishman Casado con 1. Ana Neda 2. Teodora Paleóloga \| Miguel Shishman Casado con 1. Ana Neda 2. Teodora Paleóloga \| Miguel Shishman Casado con 1. Ana Neda 2. Teodora Paleóloga \| Miguel Shishman Casado con 1. Ana Neda 2. Teodora Paleóloga \| Miguel Shishman Casado con 1. Ana Neda 2. Teodora Paleóloga \| \| \| \| \| \| \| \| \| \| \| \| \| \| \| \| \| \| \| Belaur \| Belaur \| Belaur \| Belaur \| Belaur \| Belaur \| \| \| Keratsa Petritsa, casada con el déspota Esratsimir de Kran \| Keratsa Petritsa, casada con el déspota Esratsimir de Kran \| Keratsa Petritsa, casada con el déspota Esratsimir de Kran \| Keratsa Petritsa, casada con el déspota Esratsimir de Kran \| Keratsa Petritsa, casada con el déspota Esratsimir de Kran \| Keratsa Petritsa, casada con el déspota Esratsimir de Kran \| \| \| \| \| \| \| \| \| \| \| \| \| \| \| \| \| \| \| \| \| \| \| \| \| \| \| \| \| \| \| \| \| \| \| \| \| \| \| \| \| \| \| \| \| \| \| \| \| \| \| \| \| \| \| \| \| \| \| \| \| \| \| \| \| \| \| \| \| \| \| \| \| \| \| \| \| \| \| \| \| \| \| \| \| \| \| \| \| \| \| \| \| \| \| \| \| \| \| \| \| \| \| \| \| \| \| \| \| \| \| \| \| \| \| \| \| \| \| \| \| \| \| \| \| \| \| \| \| \| \| \| \| \| \| \| \| \| \| \| \| \| \| \| \| \| \| \| \| \| \| \| \| \| \| \| \| \| \| \| \| \| \| \| \| \| \| \| \| \| \| \| \| \| \| \| \| \| \| \| \| \| \| \| \| \| \| \| \| \| \| \| \| \| \| \| \| 1. Iván Esteban \| 1. Iván Esteban \| 1. Iván Esteban \| 1. Iván Esteban \| 1. Iván Esteban \| 1. Iván Esteban \| \| \| 1. Shishman \| 1. Shishman \| 1. Shishman \| 1. Shishman \| 1. Shishman \| 1. Shishman \| \| \| 1. Miguel, Casado con Desconocida \| 1. Miguel, Casado con Desconocida \| 1. Miguel, Casado con Desconocida \| 1. Miguel, Casado con Desconocida \| 1. Miguel, Casado con Desconocida \| 1. Miguel, Casado con Desconocida \| \| \| 1. Ludovico \| 1. Ludovico \| 1. Ludovico \| 1. Ludovico \| 1. Ludovico \| 1. Ludovico \| \| \| 2. Desconocido \| 2. Desconocido \| 2. Desconocido \| 2. Desconocido \| 2. Desconocido \| 2. Desconocido \| \| \| \| \| \| \| \| \| \| \| \| \| \| \| \| \| \| \| \| \| \| \| \| \| \| \| \| \| \| \| \| \| \| \| \| \| \| \| \| \| \| \| \| \| \| \| \| \| \| \| \| \| \| \| \| \| \| \| \| \| \| \| \| \| \| \| \| \| \| \| \| \| \| \| \| \| \| \| \| \| \| \| \| \| \| \| \| 1. Iván Esteban \| 1. Iván Esteban \| 1. Iván Esteban \| 1. Iván Esteban \| 1. Iván Esteban \| 1. Iván Esteban \| \| \| 1. Shishman \| 1. Shishman \| 1. Shishman \| 1. Shishman \| 1. Shishman \| 1. Shishman \| \| \| 1. Miguel, Casado con Desconocida \| 1. Miguel, Casado con Desconocida \| 1. Miguel, Casado con Desconocida \| 1. Miguel, Casado con Desconocida \| 1. Miguel, Casado con Desconocida \| 1. Miguel, Casado con Desconocida \| \| \| 1. Ludovico \| 1. Ludovico \| 1. Ludovico \| 1. Ludovico \| 1. Ludovico \| 1. Ludovico \| \| \| 2. Desconocido \| 2. Desconocido \| 2. Desconocido \| 2. Desconocido \| 2. Desconocido \| 2. Desconocido \| \| \| \| \| \| \| \| \| \| \| \| \| \| \| \| \| \| \| \| \| \| \| \| \| \| \| \| \| \| \| \| \| \| \| \| \| \| \| \| \| \| \| \| \| \| \| \| \| \| \| \| \| \| \| \| \| \| \| \| \| \| \| \| \| \| \| \| \| \| \| \| \| \| \| \| \| \| \| \| \| \| \| \| \| \| \| \| \| \| \| \| \| \| \| \| \| \| \| \| \| \| \| \| \| \| \| \| \| \| \| \| \| \| \| \| \| \| \| \| \| \| \| \| \| \| \| \| \| \| \| \| \| \| \| \| \| \| \| \| \| \| \| \| \| \| \| \| \| \| \| \| \| \| \| \| \| \| \| \| \| \| \| \| \| \| \| \| \| \| \| \| \| \| \| \| \| \| \| \| \| \| \| \| \| \| \| \| \| \| \| \| \| \| \| \| \| \| \| \| \| \| \| \| \| \| \| \| \| \| \| \| \| Iván Alejandro casado con 1. Teodora Basarab 2. Sara Teodora \| Iván Alejandro casado con 1. Teodora Basarab 2. Sara Teodora \| Iván Alejandro casado con 1. Teodora Basarab 2. Sara Teodora \| Iván Alejandro casado con 1. Teodora Basarab 2. Sara Teodora \| Iván Alejandro casado con 1. Teodora Basarab 2. Sara Teodora \| Iván Alejandro casado con 1. Teodora Basarab 2. Sara Teodora \| \| \| Juan Comneno Asen casado con 1. Desconocida 2. Ana Paleóloga \| Juan Comneno Asen casado con 1. Desconocida 2. Ana Paleóloga \| Juan Comneno Asen casado con 1. Desconocida 2. Ana Paleóloga \| Juan Comneno Asen casado con 1. Desconocida 2. Ana Paleóloga \| Juan Comneno Asen casado con 1. Desconocida 2. Ana Paleóloga \| Juan Comneno Asen casado con 1. Desconocida 2. Ana Paleóloga \| \| \| Miguel casado con Desconocida \| Miguel casado con Desconocida \| Miguel casado con Desconocida \| Miguel casado con Desconocida \| Miguel casado con Desconocida \| Miguel casado con Desconocida \| \| \| Helena casada con Esteban Dušan \| Helena casada con Esteban Dušan \| Helena casada con Esteban Dušan \| Helena casada con Esteban Dušan \| Helena casada con Esteban Dušan \| Helena casada con Esteban Dušan \| \| \| Teodora \| Teodora \| Teodora \| Teodora \| Teodora \| Teodora \| \| \| \| \| \| \| \| \| \| \| \| \| \| \| \| \| \| \| \| \| \| \| \| \| \| \| \| \| \| \| \| \| \| \| \| \| \| \| \| \| \| \| \| \| \| \| \| \| \| \| \| \| \| \| \| \| \| \| \| \| \| \| \| \| \| \| \| \| \| \| \| \| \| \| \| \| \| \| \| \| \| \| \| \| \| \| \| Iván Alejandro casado con 1. Teodora Basarab 2. Sara Teodora \| Iván Alejandro casado con 1. Teodora Basarab 2. Sara Teodora \| Iván Alejandro casado con 1. Teodora Basarab 2. Sara Teodora \| Iván Alejandro casado con 1. Teodora Basarab 2. Sara Teodora \| Iván Alejandro casado con 1. Teodora Basarab 2. Sara Teodora \| Iván Alejandro casado con 1. Teodora Basarab 2. Sara Teodora \| \| \| Juan Comneno Asen casado con 1. Desconocida 2. Ana Paleóloga \| Juan Comneno Asen casado con 1. Desconocida 2. Ana Paleóloga \| Juan Comneno Asen casado con 1. Desconocida 2. Ana Paleóloga \| Juan Comneno Asen casado con 1. Desconocida 2. Ana Paleóloga \| Juan Comneno Asen casado con 1. Desconocida 2. Ana Paleóloga \| Juan Comneno Asen casado con 1. Desconocida 2. Ana Paleóloga \| \| \| Miguel casado con Desconocida \| Miguel casado con Desconocida \| Miguel casado con Desconocida \| Miguel casado con Desconocida \| Miguel casado con Desconocida \| Miguel casado con Desconocida \| \| \| Helena casada con Esteban Dušan \| Helena casada con Esteban Dušan \| Helena casada con Esteban Dušan \| Helena casada con Esteban Dušan \| Helena casada con Esteban Dušan \| Helena casada con Esteban Dušan \| \| \| Teodora \| Teodora \| Teodora \| Teodora \| Teodora \| Teodora \| \| \| \| \| \| \| \| \| \| \| \| \| \| \| \| \| \| \| \| \| \| \| \| \| \| \| \| \| \| \| \| \| \| \| \| \| \| \| \| \| \| \| \| \| \| \| \| \| \| \| \| \| \| \| \| \| \| \| \| \| \| \| \| \| \| \| \| \| \| \| \| \| \| \| \| \| \| \| \| \| \| \| \| \| \| \| \| \| \| \| \| \| \| \| \| \| \| \| \| \| \| \| \| \| \| \| \| \| \| \| \| Alejandro Comneno Asen, Xenia Comnena \| Alejandro Comneno Asen, Xenia Comnena \| Alejandro Comneno Asen, Xenia Comnena \| Alejandro Comneno Asen, Xenia Comnena \| Alejandro Comneno Asen, Xenia Comnena \| Alejandro Comneno Asen, Xenia Comnena \| \| \| Shishman \| Shishman \| Shishman \| Shishman \| Shishman \| Shishman \| \| \| \| \| \| \| \| \| \| \| \| \| \| \| \| \| \| \| \| \| \| \| \| \| \| \| \| \| \| \| \| \| \| \| \| \| \| \| \| \| \| \| \| \| \| \| \| \| \| \| \| \| \| \| \| \| \| \| \| \| \| \| \| \| \| \| \| \| \| \| \| \| \| \| \| \| \| \| \| \| \| \| \| \| \| \| \| \| \| \| \| \| \| \| \| \| \| \| \| \| \| \| \| \| \| \| \| \| \| \| \| Alejandro Comneno Asen, Xenia Comnena \| Alejandro Comneno Asen, Xenia Comnena \| Alejandro Comneno Asen, Xenia Comnena \| Alejandro Comneno Asen, Xenia Comnena \| Alejandro Comneno Asen, Xenia Comnena \| Alejandro Comneno Asen, Xenia Comnena \| \| \| Shishman \| Shishman \| Shishman \| Shishman \| Shishman \| Shishman \| \| \| \| \| \| \| \| \| \| \| \| \| \| \| \| \| \| \| \| \| \| \| \| \| \| \| \| \| \| \| \| \| \| \| \| \| \| \| \| \| \| \| \| \| \| \| \| \| \| \| \| \| \| \| \| \| \| \| \| \| \| \| \| \| \| \| \| \| \| \| \| \| \| \| \| \| \| \| \| \| \| \| \| \| \| \| \| \| \| \| \| \| \| \| \| \| \| \| \| \| \| \| \| \| \| \| \| \| \| \| \| \| \| \| \| \| \| \| \| \| \| \| \| \| \| \| \| \| \| \| \| \| \| \| \| \| \| \| \| \| \| \| \| \| \| \| \| \| \| \| \| \| \| \| \| \| \| \| \| \| \| \| \| \| \| \| \| \| \| \| \| \| \| \| \| \| \| \| \| \| \| \| \| \| \| \| \| \| \| \| \| \| \| \| \| \| \| \| \| \| \| \| \| \| \| \| \| \| \| \| \| \| 1. Miguel Asen IV Casado con Irene Paleóloga \| 1. Miguel Asen IV Casado con Irene Paleóloga \| 1. Miguel Asen IV Casado con Irene Paleóloga \| 1. Miguel Asen IV Casado con Irene Paleóloga \| 1. Miguel Asen IV Casado con Irene Paleóloga \| 1. Miguel Asen IV Casado con Irene Paleóloga \| \| \| 1. Ivan Esratsimir casado con Ana \| 1. Ivan Esratsimir casado con Ana \| 1. Ivan Esratsimir casado con Ana \| 1. Ivan Esratsimir casado con Ana \| 1. Ivan Esratsimir casado con Ana \| 1. Ivan Esratsimir casado con Ana \| \| \| 1. Iván Asen IV \| 1. Iván Asen IV \| 1. Iván Asen IV \| 1. Iván Asen IV \| 1. Iván Asen IV \| 1. Iván Asen IV \| \| \| 1. Kera Tamara casada con Constantino Murad I \| 1. Kera Tamara casada con Constantino Murad I \| 1. Kera Tamara casada con Constantino Murad I \| 1. Kera Tamara casada con Constantino Murad I \| 1. Kera Tamara casada con Constantino Murad I \| 1. Kera Tamara casada con Constantino Murad I \| \| \| 2. Keratsa-María casada con Andrónico IV Paleólogo \| 2. Keratsa-María casada con Andrónico IV Paleólogo \| 2. Keratsa-María casada con Andrónico IV Paleólogo \| 2. Keratsa-María casada con Andrónico IV Paleólogo \| 2. Keratsa-María casada con Andrónico IV Paleólogo \| 2. Keratsa-María casada con Andrónico IV Paleólogo \| \| \| 2. Iván Shishman casado con 1. Kira María 2. Dragana \| 2. Iván Shishman casado con 1. Kira María 2. Dragana \| 2. Iván Shishman casado con 1. Kira María 2. Dragana \| 2. Iván Shishman casado con 1. Kira María 2. Dragana \| 2. Iván Shishman casado con 1. Kira María 2. Dragana \| 2. Iván Shishman casado con 1. Kira María 2. Dragana \| \| \| 2. Iván Asen V \| 2. Iván Asen V \| 2. Iván Asen V \| 2. Iván Asen V \| 2. Iván Asen V \| 2. Iván Asen V \| \| \| 2. Desislava \| 2. Desislava \| 2. Desislava \| 2. Desislava \| 2. Desislava \| 2. Desislava \| \| \| 2. Vasilisa \| 2. Vasilisa \| 2. Vasilisa \| 2. Vasilisa \| 2. Vasilisa \| 2. Vasilisa \| \| \| \| \| \| \| \| \| \| \| \| \| \| \| \| \| \| \| \| \| \| \| \| \| \| \| \| \| \| \| \| \| \| \| \| \| \| \| \| \| \| \| \| \| \| \| \| \| \| \| \| \| \| \| \| 1. Miguel Asen IV Casado con Irene Paleóloga \| 1. Miguel Asen IV Casado con Irene Paleóloga \| 1. Miguel Asen IV Casado con Irene Paleóloga \| 1. Miguel Asen IV Casado con Irene Paleóloga \| 1. Miguel Asen IV Casado con Irene Paleóloga \| 1. Miguel Asen IV Casado con Irene Paleóloga \| \| \| 1. Ivan Esratsimir casado con Ana \| 1. Ivan Esratsimir casado con Ana \| 1. Ivan Esratsimir casado con Ana \| 1. Ivan Esratsimir casado con Ana \| 1. Ivan Esratsimir casado con Ana \| 1. Ivan Esratsimir casado con Ana \| \| \| 1. Iván Asen IV \| 1. Iván Asen IV \| 1. Iván Asen IV \| 1. Iván Asen IV \| 1. Iván Asen IV \| 1. Iván Asen IV \| \| \| 1. Kera Tamara casada con Constantino Murad I \| 1. Kera Tamara casada con Constantino Murad I \| 1. Kera Tamara casada con Constantino Murad I \| 1. Kera Tamara casada con Constantino Murad I \| 1. Kera Tamara casada con Constantino Murad I \| 1. Kera Tamara casada con Constantino Murad I \| \| \| 2. Keratsa-María casada con Andrónico IV Paleólogo \| 2. Keratsa-María casada con Andrónico IV Paleólogo \| 2. Keratsa-María casada con Andrónico IV Paleólogo \| 2. Keratsa-María casada con Andrónico IV Paleólogo \| 2. Keratsa-María casada con Andrónico IV Paleólogo \| 2. Keratsa-María casada con Andrónico IV Paleólogo \| \| \| 2. Iván Shishman casado con 1. Kira María 2. Dragana \| 2. Iván Shishman casado con 1. Kira María 2. Dragana \| 2. Iván Shishman casado con 1. Kira María 2. Dragana \| 2. Iván Shishman casado con 1. Kira María 2. Dragana \| 2. Iván Shishman casado con 1. Kira María 2. Dragana \| 2. Iván Shishman casado con 1. Kira María 2. Dragana \| \| \| 2. Iván Asen V \| 2. Iván Asen V \| 2. Iván Asen V \| 2. Iván Asen V \| 2. Iván Asen V \| 2. Iván Asen V \| \| \| 2. Desislava \| 2. Desislava \| 2. Desislava \| 2. Desislava \| 2. Desislava \| 2. Desislava \| \| \| 2. Vasilisa \| 2. Vasilisa \| 2. Vasilisa \| 2. Vasilisa \| 2. Vasilisa \| 2. Vasilisa \| \| \| \| \| \| \| \| \| \| \| \| \| \| \| \| \| \| \| \| \| \| \| \| \| \| \| \| \| \| \| \| \| \| \| \| \| \| \| \| \| \| \| \| \| \| \| \| \| \| \| \| \| \| \| \| \| \| \| \| \| \| \| \| \| \| \| \| \| \| \| \| \| \| \| \| \| \| \| \| \| \| \| \| \| \| \| \| \| \| \| \| \| \| \| \| \| \| \| \| \| \| \| \| \| \| \| \| \| \| \| \| \| \| \| \| \| \| \| \| \| \| \| \| \| \| \| \| \| \| \| \| \| \| \| \| \| \| \| \| \| \| \| \| \| \| \| \| \| \| \| \| \| \| \| \| \| \| \| \| \| \| \| \| \| \| \| \| \| \| \| \| \| \| \| \| \| \| \| \| \| Constantino II \| Constantino II \| Constantino II \| Constantino II \| Constantino II \| Constantino II \| \| \| Dorotea casada con Tvrtko I de Bosnia \| Dorotea casada con Tvrtko I de Bosnia \| Dorotea casada con Tvrtko I de Bosnia \| Dorotea casada con Tvrtko I de Bosnia \| Dorotea casada con Tvrtko I de Bosnia \| Dorotea casada con Tvrtko I de Bosnia \| \| \| Hija desconocida \| Hija desconocida \| Hija desconocida \| Hija desconocida \| Hija desconocida \| Hija desconocida \| \| \| Juan VII Paleólogo \| Juan VII Paleólogo \| Juan VII Paleólogo \| Juan VII Paleólogo \| Juan VII Paleólogo \| Juan VII Paleólogo \| \| \| 2 hijas desconocidas \| 2 hijas desconocidas \| 2 hijas desconocidas \| 2 hijas desconocidas \| 2 hijas desconocidas \| 2 hijas desconocidas \| \| \| Alejandro \| Alejandro \| Alejandro \| Alejandro \| Alejandro \| Alejandro \| \| \| Fruzhin \| Fruzhin \| Fruzhin \| Fruzhin \| Fruzhin \| Fruzhin \| \| \| Keratsa \| Keratsa \| Keratsa \| Keratsa \| Keratsa \| Keratsa \| \| \| 4 desconocido; Patriarca José II posiblemente un ilegítimo \| 4 desconocido; Patriarca José II posiblemente un ilegítimo \| 4 desconocido; Patriarca José II posiblemente un ilegítimo \| 4 desconocido; Patriarca José II posiblemente un ilegítimo \| 4 desconocido; Patriarca José II posiblemente un ilegítimo \| 4 desconocido; Patriarca José II posiblemente un ilegítimo \| \| \| \| \| \| \| \| \| \| \| \| \| \| \| \| \| \| \| \| \| \| \| \| \| \| \| \| \| \| \| \| \| \| \| \| \| \| \| \| \| \| \| \| \| \| \| \| \| \| \| \| \| \| \| \| Constantino II \| Constantino II \| Constantino II \| Constantino II \| Constantino II \| Constantino II \| \| \| Dorotea casada con Tvrtko I de Bosnia \| Dorotea casada con Tvrtko I de Bosnia \| Dorotea casada con Tvrtko I de Bosnia \| Dorotea casada con Tvrtko I de Bosnia \| Dorotea casada con Tvrtko I de Bosnia \| Dorotea casada con Tvrtko I de Bosnia \| \| \| Hija desconocida \| Hija desconocida \| Hija desconocida \| Hija desconocida \| Hija desconocida \| Hija desconocida \| \| \| Juan VII Paleólogo \| Juan VII Paleólogo \| Juan VII Paleólogo \| Juan VII Paleólogo \| Juan VII Paleólogo \| Juan VII Paleólogo \| \| \| 2 hijas desconocidas \| 2 hijas desconocidas \| 2 hijas desconocidas \| 2 hijas desconocidas \| 2 hijas desconocidas \| 2 hijas desconocidas \| \| \| Alejandro \| Alejandro \| Alejandro \| Alejandro \| Alejandro \| Alejandro \| \| \| Fruzhin \| Fruzhin \| Fruzhin \| Fruzhin \| Fruzhin \| Fruzhin \| \| \| Keratsa \| Keratsa \| Keratsa \| Keratsa \| Keratsa \| Keratsa \| \| \| 4 desconocido; Patriarca José II posiblemente un ilegítimo \| 4 desconocido; Patriarca José II posiblemente un ilegítimo \| 4 desconocido; Patriarca José II posiblemente un ilegítimo \| 4 desconocido; Patriarca José II posiblemente un ilegítimo \| 4 desconocido; Patriarca José II posiblemente un ilegítimo \| 4 desconocido; Patriarca José II posiblemente un ilegítimo \| \| \| \| \| \| \| \| \| \| \| \| \| \| \| \| \| \| \| \| \| \| \| \| \| \| \| \| \| \| \| \| \| \| \| \| \| \| \| \| \| \| \| \| \| \| \| \| \| \| \| \| \| \| \| \| \| \| \| \| \| \| \| \| \| \| \| \| \| \| \| \| \| \| \| \| \| \| \| \| \| \| \| \| \| \| \| \| \| \| \| \| \| \| \| \| \| \| \| \| \| \| \| \| \| \| \| \| \| \| \| \| \| \| \| \| \| \| \| \| \| \| \| \| \| \| \| \| \| \| \| \| \| \| \| \| \| \| \| \| \| \| \| \| \| \| \| \| \| \| \| \| \| \| \| \| \| \| \| \| \| \| \| \| \| \| \| \| \| \| \| \| \| \| \| \| \| \| \| \| \| \| \| \| \| \| \| \| \| \| \| \| \| \| \| \| \| \| \| \| \| \| \| \| \| \| \| \| \| \| \| \| \| \| \| \| \| \| \| \| \| \| \| \| \| Shishman \| Shishman \| Shishman \| Shishman \| Shishman \| Shishman \| \| \| 2 Desconocido \| 2 Desconocido \| 2 Desconocido \| 2 Desconocido \| 2 Desconocido \| 2 Desconocido \| \| \| \| \| \| \| \| \| \| \| \| \| \| \| \| \| \| \| \| \| \| \| \| \| \| \| \| \| \| \| \| \| \| \| \| \| \| \| \| \| \| \| \| \| \| \| \| \| \| \| \| \| \| \| \| \| \| \| \| \| \| \| \| \| \| \| |                                                              |                                                              |                                                              |                                                              |                                                              |  |  |                                                              |                                                              |                                                              |                                                              |                                                              |                                                              |  |  |                                                             |                                                             |                                                             |                                                             |                                                             |                                                             |  |  |                                               |                                               |                                               |                                               |                                               |                                               |  |  |                                                    |                                                    |                                                    |                                                    |                                                    |                                                    |  |  |                                                      |                                                      |                                                      |                                                      |                                                      |                                                      |          |          |                                                            |                                                            |                                                            |                                                            |                                                            |                                                            |               |               |               |               |              |              |              |              |  |  |                                                            |                                                            |                                                            |                                                            |                                                            |                                                            |  |  |  |  |  |  |  |  |  |  |  |  |  |  |  |  |  |  |  |  |  |  |  |  |  |  |  |  |  |  |  |  |  |  |  |  |  |  |  |  |  |  |  |  |  |  |  |  |  |  |  |  |  |  |
| |                                                              |                                                              |                                                              |                                                              |                                                              |  |  |                                                              |                                                              |                                                              |                                                              |                                                              |                                                              |  |  |                                                             |                                                             |                                                             |                                                             |                                                             |                                                             |  |  |                                               |                                               |                                               |                                               |                                               |                                               |  |  |                                                    |                                                    |                                                    |                                                    |                                                    |                                                    |  |  | Shishman Casado con Desconocida                      |                                                      |                                                      |                                                      |                                                      |                                                      |          |          |                                                            |                                                            |                                                            |                                                            |                                                            |                                                            |               |               |               |               |              |              |              |              |  |  |                                                            |                                                            |                                                            |                                                            |                                                            |                                                            |  |  |  |  |  |  |  |  |  |  |  |  |  |  |  |  |  |  |  |  |  |  |  |  |  |  |  |  |  |  |  |  |  |  |  |  |  |  |  |  |  |  |  |  |  |  |  |  |  |  |  |  |  |  |
| |                                                              |                                                              |                                                              |                                                              |                                                              |  |  |                                                              |                                                              |                                                              |                                                              |                                                              |                                                              |  |  |                                                             |                                                             |                                                             |                                                             |                                                             |                                                             |  |  |                                               |                                               |                                               |                                               |                                               |                                               |  |  |                                                    |                                                    |                                                    |                                                    |                                                    |                                                    |  |  |                                                      |                                                      |                                                      |                                                      |                                                      |                                                      |          |          |                                                            |                                                            |                                                            |                                                            |                                                            |                                                            |               |               |               |               |              |              |              |              |  |  |                                                            |                                                            |                                                            |                                                            |                                                            |                                                            |  |  |  |  |  |  |  |  |  |  |  |  |  |  |  |  |  |  |  |  |  |  |  |  |  |  |  |  |  |  |  |  |  |  |  |  |  |  |  |  |  |  |  |  |  |  |  |  |  |  |  |  |  |  |
| |                                                              |                                                              |                                                              |                                                              |                                                              |  |  |                                                              |                                                              |                                                              |                                                              |                                                              |                                                              |  |  |                                                             |                                                             |                                                             |                                                             |                                                             |                                                             |  |  |                                               |                                               |                                               |                                               |                                               |                                               |  |  |                                                    |                                                    |                                                    |                                                    |                                                    |                                                    |  |  |                                                      |                                                      |                                                      |                                                      |                                                      |                                                      |          |          |                                                            |                                                            |                                                            |                                                            |                                                            |                                                            |               |               |               |               |              |              |              |              |  |  |                                                            |                                                            |                                                            |                                                            |                                                            |                                                            |  |  |  |  |  |  |  |  |  |  |  |  |  |  |  |  |  |  |  |  |  |  |  |  |  |  |  |  |  |  |  |  |  |  |  |  |  |  |  |  |  |  |  |  |  |  |  |  |  |  |  |  |  |  |
| |                                                              |                                                              |                                                              |                                                              |                                                              |  |  |                                                              |                                                              |                                                              |                                                              |                                                              |                                                              |  |  | Miguel Shishman Casado con 1. Ana Neda 2. Teodora Paleóloga | Miguel Shishman Casado con 1. Ana Neda 2. Teodora Paleóloga | Miguel Shishman Casado con 1. Ana Neda 2. Teodora Paleóloga | Miguel Shishman Casado con 1. Ana Neda 2. Teodora Paleóloga | Miguel Shishman Casado con 1. Ana Neda 2. Teodora Paleóloga | Miguel Shishman Casado con 1. Ana Neda 2. Teodora Paleóloga |  |  |                                               |                                               |                                               |                                               |                                               |                                               |  |  |                                                    |                                                    |                                                    |                                                    |                                                    |                                                    |  |  | Belaur                                               | Belaur                                               | Belaur                                               | Belaur                                               | Belaur                                               | Belaur                                               |          |          | Keratsa Petritsa, casada con el déspota Esratsimir de Kran | Keratsa Petritsa, casada con el déspota Esratsimir de Kran | Keratsa Petritsa, casada con el déspota Esratsimir de Kran | Keratsa Petritsa, casada con el déspota Esratsimir de Kran | Keratsa Petritsa, casada con el déspota Esratsimir de Kran | Keratsa Petritsa, casada con el déspota Esratsimir de Kran |               |               |               |               |              |              |              |              |  |  |                                                            |                                                            |                                                            |                                                            |                                                            |                                                            |  |  |  |  |  |  |  |  |  |  |  |  |  |  |  |  |  |  |  |  |  |  |  |  |  |  |  |  |  |  |  |  |  |  |  |  |  |  |  |  |  |  |  |  |  |  |  |  |  |  |  |  |  |  |
| |                                                              |                                                              |                                                              |                                                              |                                                              |  |  |                                                              |                                                              |                                                              |                                                              |                                                              |                                                              |  |  | Miguel Shishman Casado con 1. Ana Neda 2. Teodora Paleóloga | Miguel Shishman Casado con 1. Ana Neda 2. Teodora Paleóloga | Miguel Shishman Casado con 1. Ana Neda 2. Teodora Paleóloga | Miguel Shishman Casado con 1. Ana Neda 2. Teodora Paleóloga | Miguel Shishman Casado con 1. Ana Neda 2. Teodora Paleóloga | Miguel Shishman Casado con 1. Ana Neda 2. Teodora Paleóloga |  |  |                                               |                                               |                                               |                                               |                                               |                                               |  |  |                                                    |                                                    |                                                    |                                                    |                                                    |                                                    |  |  | Belaur                                               | Belaur                                               | Belaur                                               | Belaur                                               | Belaur                                               | Belaur                                               |          |          | Keratsa Petritsa, casada con el déspota Esratsimir de Kran | Keratsa Petritsa, casada con el déspota Esratsimir de Kran | Keratsa Petritsa, casada con el déspota Esratsimir de Kran | Keratsa Petritsa, casada con el déspota Esratsimir de Kran | Keratsa Petritsa, casada con el déspota Esratsimir de Kran | Keratsa Petritsa, casada con el déspota Esratsimir de Kran |               |               |               |               |              |              |              |              |  |  |                                                            |                                                            |                                                            |                                                            |                                                            |                                                            |  |  |  |  |  |  |  |  |  |  |  |  |  |  |  |  |  |  |  |  |  |  |  |  |  |  |  |  |  |  |  |  |  |  |  |  |  |  |  |  |  |  |  |  |  |  |  |  |  |  |  |  |  |  |
| |                                                              |                                                              |                                                              |                                                              |                                                              |  |  |                                                              |                                                              |                                                              |                                                              |                                                              |                                                              |  |  |                                                             |                                                             |                                                             |                                                             |                                                             |                                                             |  |  |                                               |                                               |                                               |                                               |                                               |                                               |  |  |                                                    |                                                    |                                                    |                                                    |                                                    |                                                    |  |  |                                                      |                                                      |                                                      |                                                      |                                                      |                                                      |          |          |                                                            |                                                            |                                                            |                                                            |                                                            |                                                            |               |               |               |               |              |              |              |              |  |  |                                                            |                                                            |                                                            |                                                            |                                                            |                                                            |  |  |  |  |  |  |  |  |  |  |  |  |  |  |  |  |  |  |  |  |  |  |  |  |  |  |  |  |  |  |  |  |  |  |  |  |  |  |  |  |  |  |  |  |  |  |  |  |  |  |  |  |  |  |
| 1. Iván Esteban | 1. Iván Esteban                                              | 1. Iván Esteban                                              | 1. Iván Esteban                                              | 1. Iván Esteban                                              | 1. Iván Esteban                                              |  |  | 1. Shishman                                                  | 1. Shishman                                                  | 1. Shishman                                                  | 1. Shishman                                                  | 1. Shishman                                                  | 1. Shishman                                                  |  |  | 1. Miguel, Casado con Desconocida                           | 1. Miguel, Casado con Desconocida                           | 1. Miguel, Casado con Desconocida                           | 1. Miguel, Casado con Desconocida                           | 1. Miguel, Casado con Desconocida                           | 1. Miguel, Casado con Desconocida                           |  |  | 1. Ludovico                                   | 1. Ludovico                                   | 1. Ludovico                                   | 1. Ludovico                                   | 1. Ludovico                                   | 1. Ludovico                                   |  |  | 2. Desconocido                                     | 2. Desconocido                                     | 2. Desconocido                                     | 2. Desconocido                                     | 2. Desconocido                                     | 2. Desconocido                                     |  |  |                                                      |                                                      |                                                      |                                                      |                                                      |                                                      |          |          |                                                            |                                                            |                                                            |                                                            |                                                            |                                                            |               |               |               |               |              |              |              |              |  |  |                                                            |                                                            |                                                            |                                                            |                                                            |                                                            |  |  |  |  |  |  |  |  |  |  |  |  |  |  |  |  |  |  |  |  |  |  |  |  |  |  |  |  |  |  |  |  |  |  |  |  |  |  |  |  |  |  |  |  |  |  |  |  |  |  |  |  |  |  |
| 1. Iván Esteban | 1. Iván Esteban                                              | 1. Iván Esteban                                              | 1. Iván Esteban                                              | 1. Iván Esteban                                              | 1. Iván Esteban                                              |  |  | 1. Shishman                                                  | 1. Shishman                                                  | 1. Shishman                                                  | 1. Shishman                                                  | 1. Shishman                                                  | 1. Shishman                                                  |  |  | 1. Miguel, Casado con Desconocida                           | 1. Miguel, Casado con Desconocida                           | 1. Miguel, Casado con Desconocida                           | 1. Miguel, Casado con Desconocida                           | 1. Miguel, Casado con Desconocida                           | 1. Miguel, Casado con Desconocida                           |  |  | 1. Ludovico                                   | 1. Ludovico                                   | 1. Ludovico                                   | 1. Ludovico                                   | 1. Ludovico                                   | 1. Ludovico                                   |  |  | 2. Desconocido                                     | 2. Desconocido                                     | 2. Desconocido                                     | 2. Desconocido                                     | 2. Desconocido                                     | 2. Desconocido                                     |  |  |                                                      |                                                      |                                                      |                                                      |                                                      |                                                      |          |          |                                                            |                                                            |                                                            |                                                            |                                                            |                                                            |               |               |               |               |              |              |              |              |  |  |                                                            |                                                            |                                                            |                                                            |                                                            |                                                            |  |  |  |  |  |  |  |  |  |  |  |  |  |  |  |  |  |  |  |  |  |  |  |  |  |  |  |  |  |  |  |  |  |  |  |  |  |  |  |  |  |  |  |  |  |  |  |  |  |  |  |  |  |  |
| |                                                              |                                                              |                                                              |                                                              |                                                              |  |  |                                                              |                                                              |                                                              |                                                              |                                                              |                                                              |  |  |                                                             |                                                             |                                                             |                                                             |                                                             |                                                             |  |  |                                               |                                               |                                               |                                               |                                               |                                               |  |  |                                                    |                                                    |                                                    |                                                    |                                                    |                                                    |  |  |                                                      |                                                      |                                                      |                                                      |                                                      |                                                      |          |          |                                                            |                                                            |                                                            |                                                            |                                                            |                                                            |               |               |               |               |              |              |              |              |  |  |                                                            |                                                            |                                                            |                                                            |                                                            |                                                            |  |  |  |  |  |  |  |  |  |  |  |  |  |  |  |  |  |  |  |  |  |  |  |  |  |  |  |  |  |  |  |  |  |  |  |  |  |  |  |  |  |  |  |  |  |  |  |  |  |  |  |  |  |  |
| Iván Alejandro casado con 1. Teodora Basarab 2. Sara Teodora | Iván Alejandro casado con 1. Teodora Basarab 2. Sara Teodora | Iván Alejandro casado con 1. Teodora Basarab 2. Sara Teodora | Iván Alejandro casado con 1. Teodora Basarab 2. Sara Teodora | Iván Alejandro casado con 1. Teodora Basarab 2. Sara Teodora | Iván Alejandro casado con 1. Teodora Basarab 2. Sara Teodora |  |  | Juan Comneno Asen casado con 1. Desconocida 2. Ana Paleóloga | Juan Comneno Asen casado con 1. Desconocida 2. Ana Paleóloga | Juan Comneno Asen casado con 1. Desconocida 2. Ana Paleóloga | Juan Comneno Asen casado con 1. Desconocida 2. Ana Paleóloga | Juan Comneno Asen casado con 1. Desconocida 2. Ana Paleóloga | Juan Comneno Asen casado con 1. Desconocida 2. Ana Paleóloga |  |  | Miguel casado con Desconocida                               | Miguel casado con Desconocida                               | Miguel casado con Desconocida                               | Miguel casado con Desconocida                               | Miguel casado con Desconocida                               | Miguel casado con Desconocida                               |  |  | Helena casada con Esteban Dušan               | Helena casada con Esteban Dušan               | Helena casada con Esteban Dušan               | Helena casada con Esteban Dušan               | Helena casada con Esteban Dušan               | Helena casada con Esteban Dušan               |  |  | Teodora                                            | Teodora                                            | Teodora                                            | Teodora                                            | Teodora                                            | Teodora                                            |  |  |                                                      |                                                      |                                                      |                                                      |                                                      |                                                      |          |          |                                                            |                                                            |                                                            |                                                            |                                                            |                                                            |               |               |               |               |              |              |              |              |  |  |                                                            |                                                            |                                                            |                                                            |                                                            |                                                            |  |  |  |  |  |  |  |  |  |  |  |  |  |  |  |  |  |  |  |  |  |  |  |  |  |  |  |  |  |  |  |  |  |  |  |  |  |  |  |  |  |  |  |  |  |  |  |  |  |  |  |  |  |  |
| Iván Alejandro casado con 1. Teodora Basarab 2. Sara Teodora | Iván Alejandro casado con 1. Teodora Basarab 2. Sara Teodora | Iván Alejandro casado con 1. Teodora Basarab 2. Sara Teodora | Iván Alejandro casado con 1. Teodora Basarab 2. Sara Teodora | Iván Alejandro casado con 1. Teodora Basarab 2. Sara Teodora | Iván Alejandro casado con 1. Teodora Basarab 2. Sara Teodora |  |  | Juan Comneno Asen casado con 1. Desconocida 2. Ana Paleóloga | Juan Comneno Asen casado con 1. Desconocida 2. Ana Paleóloga | Juan Comneno Asen casado con 1. Desconocida 2. Ana Paleóloga | Juan Comneno Asen casado con 1. Desconocida 2. Ana Paleóloga | Juan Comneno Asen casado con 1. Desconocida 2. Ana Paleóloga | Juan Comneno Asen casado con 1. Desconocida 2. Ana Paleóloga |  |  | Miguel casado con Desconocida                               | Miguel casado con Desconocida                               | Miguel casado con Desconocida                               | Miguel casado con Desconocida                               | Miguel casado con Desconocida                               | Miguel casado con Desconocida                               |  |  | Helena casada con Esteban Dušan               | Helena casada con Esteban Dušan               | Helena casada con Esteban Dušan               | Helena casada con Esteban Dušan               | Helena casada con Esteban Dušan               | Helena casada con Esteban Dušan               |  |  | Teodora                                            | Teodora                                            | Teodora                                            | Teodora                                            | Teodora                                            | Teodora                                            |  |  |                                                      |                                                      |                                                      |                                                      |                                                      |                                                      |          |          |                                                            |                                                            |                                                            |                                                            |                                                            |                                                            |               |               |               |               |              |              |              |              |  |  |                                                            |                                                            |                                                            |                                                            |                                                            |                                                            |  |  |  |  |  |  |  |  |  |  |  |  |  |  |  |  |  |  |  |  |  |  |  |  |  |  |  |  |  |  |  |  |  |  |  |  |  |  |  |  |  |  |  |  |  |  |  |  |  |  |  |  |  |  |
| |                                                              |                                                              |                                                              |                                                              |                                                              |  |  |                                                              |                                                              |                                                              |                                                              |                                                              |                                                              |  |  |                                                             |                                                             |                                                             |                                                             |                                                             |                                                             |  |  | Alejandro Comneno Asen, Xenia Comnena         | Alejandro Comneno Asen, Xenia Comnena         | Alejandro Comneno Asen, Xenia Comnena         | Alejandro Comneno Asen, Xenia Comnena         | Alejandro Comneno Asen, Xenia Comnena         | Alejandro Comneno Asen, Xenia Comnena         |  |  | Shishman                                           | Shishman                                           | Shishman                                           | Shishman                                           | Shishman                                           | Shishman                                           |  |  |                                                      |                                                      |                                                      |                                                      |                                                      |                                                      |          |          |                                                            |                                                            |                                                            |                                                            |                                                            |                                                            |               |               |               |               |              |              |              |              |  |  |                                                            |                                                            |                                                            |                                                            |                                                            |                                                            |  |  |  |  |  |  |  |  |  |  |  |  |  |  |  |  |  |  |  |  |  |  |  |  |  |  |  |  |  |  |  |  |  |  |  |  |  |  |  |  |  |  |  |  |  |  |  |  |  |  |  |  |  |  |
| |                                                              |                                                              |                                                              |                                                              |                                                              |  |  |                                                              |                                                              |                                                              |                                                              |                                                              |                                                              |  |  |                                                             |                                                             |                                                             |                                                             |                                                             |                                                             |  |  | Alejandro Comneno Asen, Xenia Comnena         | Alejandro Comneno Asen, Xenia Comnena         | Alejandro Comneno Asen, Xenia Comnena         | Alejandro Comneno Asen, Xenia Comnena         | Alejandro Comneno Asen, Xenia Comnena         | Alejandro Comneno Asen, Xenia Comnena         |  |  | Shishman                                           | Shishman                                           | Shishman                                           | Shishman                                           | Shishman                                           | Shishman                                           |  |  |                                                      |                                                      |                                                      |                                                      |                                                      |                                                      |          |          |                                                            |                                                            |                                                            |                                                            |                                                            |                                                            |               |               |               |               |              |              |              |              |  |  |                                                            |                                                            |                                                            |                                                            |                                                            |                                                            |  |  |  |  |  |  |  |  |  |  |  |  |  |  |  |  |  |  |  |  |  |  |  |  |  |  |  |  |  |  |  |  |  |  |  |  |  |  |  |  |  |  |  |  |  |  |  |  |  |  |  |  |  |  |
| |                                                              |                                                              |                                                              |                                                              |                                                              |  |  |                                                              |                                                              |                                                              |                                                              |                                                              |                                                              |  |  |                                                             |                                                             |                                                             |                                                             |                                                             |                                                             |  |  |                                               |                                               |                                               |                                               |                                               |                                               |  |  |                                                    |                                                    |                                                    |                                                    |                                                    |                                                    |  |  |                                                      |                                                      |                                                      |                                                      |                                                      |                                                      |          |          |                                                            |                                                            |                                                            |                                                            |                                                            |                                                            |               |               |               |               |              |              |              |              |  |  |                                                            |                                                            |                                                            |                                                            |                                                            |                                                            |  |  |  |  |  |  |  |  |  |  |  |  |  |  |  |  |  |  |  |  |  |  |  |  |  |  |  |  |  |  |  |  |  |  |  |  |  |  |  |  |  |  |  |  |  |  |  |  |  |  |  |  |  |  |
| 1. Miguel Asen IV Casado con Irene Paleóloga | 1. Miguel Asen IV Casado con Irene Paleóloga                 | 1. Miguel Asen IV Casado con Irene Paleóloga                 | 1. Miguel Asen IV Casado con Irene Paleóloga                 | 1. Miguel Asen IV Casado con Irene Paleóloga                 | 1. Miguel Asen IV Casado con Irene Paleóloga                 |  |  | 1. Ivan Esratsimir casado con Ana                            | 1. Ivan Esratsimir casado con Ana                            | 1. Ivan Esratsimir casado con Ana                            | 1. Ivan Esratsimir casado con Ana                            | 1. Ivan Esratsimir casado con Ana                            | 1. Ivan Esratsimir casado con Ana                            |  |  | 1. Iván Asen IV                                             | 1. Iván Asen IV                                             | 1. Iván Asen IV                                             | 1. Iván Asen IV                                             | 1. Iván Asen IV                                             | 1. Iván Asen IV                                             |  |  | 1. Kera Tamara casada con Constantino Murad I | 1. Kera Tamara casada con Constantino Murad I | 1. Kera Tamara casada con Constantino Murad I | 1. Kera Tamara casada con Constantino Murad I | 1. Kera Tamara casada con Constantino Murad I | 1. Kera Tamara casada con Constantino Murad I |  |  | 2. Keratsa-María casada con Andrónico IV Paleólogo | 2. Keratsa-María casada con Andrónico IV Paleólogo | 2. Keratsa-María casada con Andrónico IV Paleólogo | 2. Keratsa-María casada con Andrónico IV Paleólogo | 2. Keratsa-María casada con Andrónico IV Paleólogo | 2. Keratsa-María casada con Andrónico IV Paleólogo |  |  | 2. Iván Shishman casado con 1. Kira María 2. Dragana | 2. Iván Shishman casado con 1. Kira María 2. Dragana | 2. Iván Shishman casado con 1. Kira María 2. Dragana | 2. Iván Shishman casado con 1. Kira María 2. Dragana | 2. Iván Shishman casado con 1. Kira María 2. Dragana | 2. Iván Shishman casado con 1. Kira María 2. Dragana |          |          | 2. Iván Asen V                                             | 2. Iván Asen V                                             | 2. Iván Asen V                                             | 2. Iván Asen V                                             | 2. Iván Asen V                                             | 2. Iván Asen V                                             |               |               | 2. Desislava  | 2. Desislava  | 2. Desislava | 2. Desislava | 2. Desislava | 2. Desislava |  |  | 2. Vasilisa                                                | 2. Vasilisa                                                | 2. Vasilisa                                                | 2. Vasilisa                                                | 2. Vasilisa                                                | 2. Vasilisa                                                |  |  |  |  |  |  |  |  |  |  |  |  |  |  |  |  |  |  |  |  |  |  |  |  |  |  |  |  |  |  |  |  |  |  |  |  |  |  |  |  |  |  |  |  |  |  |  |  |  |  |  |  |  |  |
| 1. Miguel Asen IV Casado con Irene Paleóloga | 1. Miguel Asen IV Casado con Irene Paleóloga                 | 1. Miguel Asen IV Casado con Irene Paleóloga                 | 1. Miguel Asen IV Casado con Irene Paleóloga                 | 1. Miguel Asen IV Casado con Irene Paleóloga                 | 1. Miguel Asen IV Casado con Irene Paleóloga                 |  |  | 1. Ivan Esratsimir casado con Ana                            | 1. Ivan Esratsimir casado con Ana                            | 1. Ivan Esratsimir casado con Ana                            | 1. Ivan Esratsimir casado con Ana                            | 1. Ivan Esratsimir casado con Ana                            | 1. Ivan Esratsimir casado con Ana                            |  |  | 1. Iván Asen IV                                             | 1. Iván Asen IV                                             | 1. Iván Asen IV                                             | 1. Iván Asen IV                                             | 1. Iván Asen IV                                             | 1. Iván Asen IV                                             |  |  | 1. Kera Tamara casada con Constantino Murad I | 1. Kera Tamara casada con Constantino Murad I | 1. Kera Tamara casada con Constantino Murad I | 1. Kera Tamara casada con Constantino Murad I | 1. Kera Tamara casada con Constantino Murad I | 1. Kera Tamara casada con Constantino Murad I |  |  | 2. Keratsa-María casada con Andrónico IV Paleólogo | 2. Keratsa-María casada con Andrónico IV Paleólogo | 2. Keratsa-María casada con Andrónico IV Paleólogo | 2. Keratsa-María casada con Andrónico IV Paleólogo | 2. Keratsa-María casada con Andrónico IV Paleólogo | 2. Keratsa-María casada con Andrónico IV Paleólogo |  |  | 2. Iván Shishman casado con 1. Kira María 2. Dragana | 2. Iván Shishman casado con 1. Kira María 2. Dragana | 2. Iván Shishman casado con 1. Kira María 2. Dragana | 2. Iván Shishman casado con 1. Kira María 2. Dragana | 2. Iván Shishman casado con 1. Kira María 2. Dragana | 2. Iván Shishman casado con 1. Kira María 2. Dragana |          |          | 2. Iván Asen V                                             | 2. Iván Asen V                                             | 2. Iván Asen V                                             | 2. Iván Asen V                                             | 2. Iván Asen V                                             | 2. Iván Asen V                                             |               |               | 2. Desislava  | 2. Desislava  | 2. Desislava | 2. Desislava | 2. Desislava | 2. Desislava |  |  | 2. Vasilisa                                                | 2. Vasilisa                                                | 2. Vasilisa                                                | 2. Vasilisa                                                | 2. Vasilisa                                                | 2. Vasilisa                                                |  |  |  |  |  |  |  |  |  |  |  |  |  |  |  |  |  |  |  |  |  |  |  |  |  |  |  |  |  |  |  |  |  |  |  |  |  |  |  |  |  |  |  |  |  |  |  |  |  |  |  |  |  |  |
| |                                                              |                                                              |                                                              |                                                              |                                                              |  |  |                                                              |                                                              |                                                              |                                                              |                                                              |                                                              |  |  |                                                             |                                                             |                                                             |                                                             |                                                             |                                                             |  |  |                                               |                                               |                                               |                                               |                                               |                                               |  |  |                                                    |                                                    |                                                    |                                                    |                                                    |                                                    |  |  |                                                      |                                                      |                                                      |                                                      |                                                      |                                                      |          |          |                                                            |                                                            |                                                            |                                                            |                                                            |                                                            |               |               |               |               |              |              |              |              |  |  |                                                            |                                                            |                                                            |                                                            |                                                            |                                                            |  |  |  |  |  |  |  |  |  |  |  |  |  |  |  |  |  |  |  |  |  |  |  |  |  |  |  |  |  |  |  |  |  |  |  |  |  |  |  |  |  |  |  |  |  |  |  |  |  |  |  |  |  |  |
| Constantino II | Constantino II                                               | Constantino II                                               | Constantino II                                               | Constantino II                                               | Constantino II                                               |  |  | Dorotea casada con Tvrtko I de Bosnia                        | Dorotea casada con Tvrtko I de Bosnia                        | Dorotea casada con Tvrtko I de Bosnia                        | Dorotea casada con Tvrtko I de Bosnia                        | Dorotea casada con Tvrtko I de Bosnia                        | Dorotea casada con Tvrtko I de Bosnia                        |  |  | Hija desconocida                                            | Hija desconocida                                            | Hija desconocida                                            | Hija desconocida                                            | Hija desconocida                                            | Hija desconocida                                            |  |  | Juan VII Paleólogo                            | Juan VII Paleólogo                            | Juan VII Paleólogo                            | Juan VII Paleólogo                            | Juan VII Paleólogo                            | Juan VII Paleólogo                            |  |  | 2 hijas desconocidas                               | 2 hijas desconocidas                               | 2 hijas desconocidas                               | 2 hijas desconocidas                               | 2 hijas desconocidas                               | 2 hijas desconocidas                               |  |  | Alejandro                                            | Alejandro                                            | Alejandro                                            | Alejandro                                            | Alejandro                                            | Alejandro                                            |          |          | Fruzhin                                                    | Fruzhin                                                    | Fruzhin                                                    | Fruzhin                                                    | Fruzhin                                                    | Fruzhin                                                    |               |               | Keratsa       | Keratsa       | Keratsa      | Keratsa      | Keratsa      | Keratsa      |  |  | 4 desconocido; Patriarca José II posiblemente un ilegítimo | 4 desconocido; Patriarca José II posiblemente un ilegítimo | 4 desconocido; Patriarca José II posiblemente un ilegítimo | 4 desconocido; Patriarca José II posiblemente un ilegítimo | 4 desconocido; Patriarca José II posiblemente un ilegítimo | 4 desconocido; Patriarca José II posiblemente un ilegítimo |  |  |  |  |  |  |  |  |  |  |  |  |  |  |  |  |  |  |  |  |  |  |  |  |  |  |  |  |  |  |  |  |  |  |  |  |  |  |  |  |  |  |  |  |  |  |  |  |  |  |  |  |  |  |
| Constantino II | Constantino II                                               | Constantino II                                               | Constantino II                                               | Constantino II                                               | Constantino II                                               |  |  | Dorotea casada con Tvrtko I de Bosnia                        | Dorotea casada con Tvrtko I de Bosnia                        | Dorotea casada con Tvrtko I de Bosnia                        | Dorotea casada con Tvrtko I de Bosnia                        | Dorotea casada con Tvrtko I de Bosnia                        | Dorotea casada con Tvrtko I de Bosnia                        |  |  | Hija desconocida                                            | Hija desconocida                                            | Hija desconocida                                            | Hija desconocida                                            | Hija desconocida                                            | Hija desconocida                                            |  |  | Juan VII Paleólogo                            | Juan VII Paleólogo                            | Juan VII Paleólogo                            | Juan VII Paleólogo                            | Juan VII Paleólogo                            | Juan VII Paleólogo                            |  |  | 2 hijas desconocidas                               | 2 hijas desconocidas                               | 2 hijas desconocidas                               | 2 hijas desconocidas                               | 2 hijas desconocidas                               | 2 hijas desconocidas                               |  |  | Alejandro                                            | Alejandro                                            | Alejandro                                            | Alejandro                                            | Alejandro                                            | Alejandro                                            |          |          | Fruzhin                                                    | Fruzhin                                                    | Fruzhin                                                    | Fruzhin                                                    | Fruzhin                                                    | Fruzhin                                                    |               |               | Keratsa       | Keratsa       | Keratsa      | Keratsa      | Keratsa      | Keratsa      |  |  | 4 desconocido; Patriarca José II posiblemente un ilegítimo | 4 desconocido; Patriarca José II posiblemente un ilegítimo | 4 desconocido; Patriarca José II posiblemente un ilegítimo | 4 desconocido; Patriarca José II posiblemente un ilegítimo | 4 desconocido; Patriarca José II posiblemente un ilegítimo | 4 desconocido; Patriarca José II posiblemente un ilegítimo |  |  |  |  |  |  |  |  |  |  |  |  |  |  |  |  |  |  |  |  |  |  |  |  |  |  |  |  |  |  |  |  |  |  |  |  |  |  |  |  |  |  |  |  |  |  |  |  |  |  |  |  |  |  |
| |                                                              |                                                              |                                                              |                                                              |                                                              |  |  |                                                              |                                                              |                                                              |                                                              |                                                              |                                                              |  |  |                                                             |                                                             |                                                             |                                                             |                                                             |                                                             |  |  |                                               |                                               |                                               |                                               |                                               |                                               |  |  |                                                    |                                                    |                                                    |                                                    |                                                    |                                                    |  |  |                                                      |                                                      |                                                      |                                                      |                                                      |                                                      |          |          |                                                            |                                                            |                                                            |                                                            |                                                            |                                                            |               |               |               |               |              |              |              |              |  |  |                                                            |                                                            |                                                            |                                                            |                                                            |                                                            |  |  |  |  |  |  |  |  |  |  |  |  |  |  |  |  |  |  |  |  |  |  |  |  |  |  |  |  |  |  |  |  |  |  |  |  |  |  |  |  |  |  |  |  |  |  |  |  |  |  |  |  |  |  |
| |                                                              |                                                              |                                                              |                                                              |                                                              |  |  |                                                              |                                                              |                                                              |                                                              |                                                              |                                                              |  |  |                                                             |                                                             |                                                             |                                                             |                                                             |                                                             |  |  |                                               |                                               |                                               |                                               |                                               |                                               |  |  |                                                    |                                                    |                                                    |                                                    |                                                    |                                                    |  |  |                                                      |                                                      |                                                      |                                                      | Shishman                                             | Shishman                                             | Shishman | Shishman | Shishman                                                   | Shishman                                                   |                                                            |                                                            | 2 Desconocido                                              | 2 Desconocido                                              | 2 Desconocido | 2 Desconocido | 2 Desconocido | 2 Desconocido |              |              |              |              |  |  |                                                            |                                                            |                                                            |                                                            |                                                            |                                                            |  |  |  |  |  |  |  |  |  |  |  |  |  |  |  |  |  |  |  |  |  |  |  |  |  |  |  |  |  |  |  |  |  |  |  |  |  |  |  |  |  |  |  |  |  |  |  |  |  |  |  |  |  |  |

Se desconoce todo sobre la primera esposa y los hijos que esta tuvo con Iván Esratsimir, aparte de su existencia. Esratsimir se casó por segunda vez con su prima hermana, Ana de Valaquia, la hija de su tío Nicolás Alejandro de Valaquia, y tuvo por lo menos tres hijos más. Dorotea, se casó con el rey Tvrtko I de Bosnia y se convirtió en la primera reina de Bosnia, mientras que Constantino II le sucedió como zar de Bulgaria. Esratsimir también tuvo otra hija, que murió joven en la corte de Isabel de Polonia.